# RD-0110R
O RD-0110R (ou 14D24 ) é um motor de foguete que queima Querosene e LOX num ciclo de geração de gás. Ele possui quatro bocais vernier que podem se mover nos eixos até 45 graus que exercem o controle de atitude do estágio. Ele é usado no primeiro estágio do foguete Soyuz-2-1v.
Ele também possui trocadores de calor que aquecem o oxigênio e o hélio para pressurizar os tanques de LOX e RG-1 do estágio do foguete.
O desenvolvimento desse motor teve início em 2010, e ele é uma versão muito modificada do RD-0110. Os bocais foram diminuidos, a tubulação de combustível, os trocadores de calor e o sistema de movimentação dos bocais foram modernizados. O motor RD-0110R é produzido na fábrica Voronezh Mechanical.